# Carlos Manuel Rodríguez Santiago
Carlos Manuel Cecilio Rodríguez Santiago (*Caguas (Puerto Rico); 22 de noviembre de 1918– †Río Piedras (Puerto Rico) (Id.); 13 de julio de 1963) fue un laico terciario benedictino y teólogo católico, nombrado Beato por Iglesia Católica en el año 2001, el primero de Puerto Rico y el Caribe.
Empezó su vida religiosa a los 24 años de edad, cuando era estudiante universitario y teólogo. A la edad de 38 años ingresó como laico benedictino, y fundó en 1944 el "Centro Universitario Católico" de Río Piedras, que dirigió hasta su deceso. Fue autor de muchos libros sobre temas religiosos, desde apologética hasta mariología. También participó en la Sociedad del Divino Nombre (cofradía de la Orden de Predicadores) y en los Caballeros de Colón.
Carlos Manuel o "Charlie", como lo llamaban sus amigos, destacó no solo por su trayectoria académica, sino también por su amor a Cristo y la Santa Eucaristía. Murió de cáncer intestinal, en Río Piedras, en 1963, a la edad de 44 años.

## Canonización
El proceso de su canonización se inició en 1992 y la declaración de Venerable se produjo el 7 de julio de 1997. La aprobación del milagro de curación de un linfoma maligno no-Hodgkins en 1981, atribuido a su intercesión, tuvo lugar el 20 de diciembre de 1999 por el Papa Juan Pablo II.
Su beatificación se hizo efectiva el 29 de abril de 2001, también por el Papa Juan Pablo II. Tuvo lugar en Roma y fue beatificado junto a Manuel González García, prelado; María Ana Blondin, virgen, fundadora de la Congregación de las Hermanas de Santa Ana; Catalina Volpicelli, virgen, fundadora de las Esclavas del Sagrado Corazón; y Catalina Cittadini, virgen, fundadora de las Hermanas Ursulinas de Somasca.
Las palabras del Papa Juan Pablo II en la homilía de la misa de beatificación fueron: 

"Ninguno de los discípulos se atrevía a preguntarle quién era, porque sabían bien que era el Señor" (Jn 21, 12). Cuando los discípulos lo reconocen junto al lago de Tiberíades, se afianza su fe en que Cristo ha resucitado y está presente en medio de los suyos. La Iglesia, desde hace dos milenios, no se cansa de anunciar y repetir esta verdad fundamental de la fe. La experiencia del misterio pascual hace nuevas todas las cosas, pues como cantamos en el Pregón pascual:  "Ahuyenta los pecados, lava las culpas, devuelve la inocencia a los caídos, la alegría a los tristes". Este espíritu animó toda la existencia de Carlos Manuel Rodríguez Santiago, primer puertorriqueño elevado a la gloria de los altares. El nuevo beato, iluminado por la fe en la resurrección, compartía con todos el profundo significado del misterio pascual repitiendo frecuentemente:  "Vivimos para esa noche", la de Pascua. Su fecundo y generoso apostolado consistió principalmente en esforzarse para que la Iglesia en Puerto Rico cobrara conciencia de este gran acontecimiento de nuestra salvación. Carlos Manuel Rodríguez puso de relieve la llamada universal a la santidad para todos los cristianos y la importancia de que cada bautizado responda a ella de manera consciente y responsable. Que su ejemplo ayude a toda la Iglesia de Puerto Rico a ser fiel, viviendo con firme coherencia los valores y los principios cristianos recibidos en la evangelización de la isla.

Su proceso de canonización está abierto.

## Oración
| Santísima Trinidad: Padre, Hijo y Espíritu Santo, Tú iluminaste a tu humilde Siervo el Beato Carlos Manuel para entender y vivir el Misterio de la Pascua fuente de la Vida Litúrgica, que se manifiesta en el servicio al prójimo, especialmente de los humildes y necesitados, haz que su compromiso con la Iglesia y con el retorno del pueblo a los valores eternos, fundados en una sólida espiritualidad cristocéntrica y pascual, redunden en su pronta canonización. Por eso te suplicamos que nos concedas el favor que te pedimos (pedir gracia deseada), mediante la intercesión de tu Siervo, si es ésa tu voluntad. Amén. Padrenuestro, Avemaría y Gloria |